# Шпанн, Леопольд
Леопольд Хуберт Шпанн (нем. Leopold Hubert Spann; 20 декабря 1908, Байербах, Королевство Бавария, Германская империя — 25 апреля 1945, Линц, нацистская Германия) — немецкий юрист, оберштурмбаннфюрер СС, руководитель отделения гестапо в Саарбрюккене и командир полиции безопасности и СД в Николаеве.

## Биография
Леопольд Шпанн родился 20 декабря 1908 года в Баварии. После окончания школы изучал юриспруденцию и в 1935 году получил докторскую степень по праву.
В 1924 году присоединился к Штурмовым отрядам (СА). В 1927 году поступил на службу в австрийскую жандармерию. В 1932 году вступил в НСДАП (билет № 899638). В 1935 году был зачислен в ряды СС (№ 275503). В 1934 году был уволен с государственной службы. В следующем году бежал в Германию. С 1935 года служил в гестапо. В марте 1938 года после аншлюса Австрии был заместителем начальника гестапо в Инсбруке. Во время ноябрьских погромов в 1938 году Шпанн вместе с другими нацистскими функционерами по указанию гауляйтера Франца Хофера и оберфюрера СС Иоганна Фейла организовали группы нацистов, которые терроризировали еврейское население.
В начале января 1940 года был переведён в отделение гестапо в Кёзлине, которое он возглавил с 1 июня. С января 1942 по сентябрь 1943 года был командиром полиции безопасности и СД в Николаеве и участвовал в массовых убийствах украинских евреев.
В ноябре 1943 года был переведён из отделения гестапо в Штеттине в гестапо в Саарбрюккене, которое возглавлял до июля 1944 года. Шпанн и его подчинённый Эмиль Шульц по приказу Главного управления имперской безопасности (РСХА) расстреляли 29 марта 1944 года двух сбежавших из лагеря Шталаг Люфт III и вновь схваченных офицеров Роджера Бушеля и Бернхарда Шайдхауэра на автобане между Кайзерслаутерном и Ландштулем.
С конца июля 1944 и до апреля 1945 года Шпанн был начальником гестапо в Линце. Шпанн погиб во время воздушного налёта на Линц 25 апреля 1945 года.